# Гусев, Гурий Григорьевич
Гурий Григорьевич Гусев — советский хозяйственный и политический деятель.

## Биография
Родился в 1918 году в селе Лещеевка. Член КПСС.
Окончил Горьковскую областную партийную школу.
В 1934—1943 гг. — ученик токаря, токарь, наладчик, мастер токарных работ, заместитель секретаря, секретарь заводского комитета ВЛКСМ на заводе «Новое Сормово».
В 1943—1947 гг. — секретарь по кадрам Горьковского обкома ВЛКСМ.
В 1947—1948 гг. — инструктор отдела кадров Горьковского обкома ВКП(б).
В 1950—1954 гг. — секретарь партбюро на заводе № 167.
В 1954—1963 гг. — второй, первый секретарь Канавинского райкома КПСС города Горького.
В 1963—1986 гг. — директор завода № 167/ПО «Нормаль».
Делегат XXII съезда КПСС.
Лауреат Государственной премии СССР (закрытым указом).
Умер в 2009 году в Нижнем Новгороде.